# 楽しい泥棒日記
『楽しい泥棒日記』（The Happy Thieves）は1961年のアメリカ合衆国の映画。リチャード・コンドンの小説『もっとも古い告白』を原作としている。監督はジョージ・マーシャル。出演はレックス・ハリソンやリタ・ヘイワースなど。
日本では劇場未公開だが、テレビ放送が行われている。

## キャスト
※括弧内は日本語吹替（テレビ版）
- ジミー・ボーン：レックス・ハリソン（中村正）
- イブ・ルイス：リタ・ヘイワース（富永美沙子）
- ジャン・マリー・カルバート：ジョセフ・ワイズマン
- ダッチーズ・ブランカ：アリダ・ヴァリ
- ビクター・ムニョス：グレゴアール・アスラン

## スタッフ
- 監督：ジョージ・マーシャル（英語版）
- 脚本：ジョン・ゲイ（英語版）
- 原作：リチャード・コンドン（英語版）
- 製作総指揮：ジェームス・ヒル[1]
- 撮影：ポール・ビーソン（英語版）
- 編集：オズワルド・ハーフェンリヒター（英語版）
- 音楽：マリオ・ナシンベーネ

## 登場する絵画
- 鏡のヴィーナス（ディエゴ・ベラスケス）
- 1808年5月2日（英語版）（フランシスコ・デ・ゴヤ）
- マドリード、1808年5月3日（フランシスコ・デ・ゴヤ）